# Сусиньо (замок)
Сусиньо (фр. Château de Suscinio) — средневековый замок на полуострове Руйс на берегу Атлантического океана в коммуне Сарзо, в департаменте Морбиан, в регионе Бретань, Франция. Замок долгое время был главной резиденцией герцогов Бретани. Некогда вокруг лежали обширные леса. В настоящее время замок окружён в основном солончаками и лугами. 
Строительство комплекса относится к эпохе позднего средневековья. В середине 1830-х годов замок посетил Проспер Мериме, который привлёк внимание общественности к его плачевному состоянию. В 1840 году Сусиньо был включён в первый список исторических памятников, став одним из первых защищённых строений не только во Франции, но и в мире. Во 2-й половине XX века резиденцию восстановили, превратив в одну из главных достопримечательностей региона.

## Описание

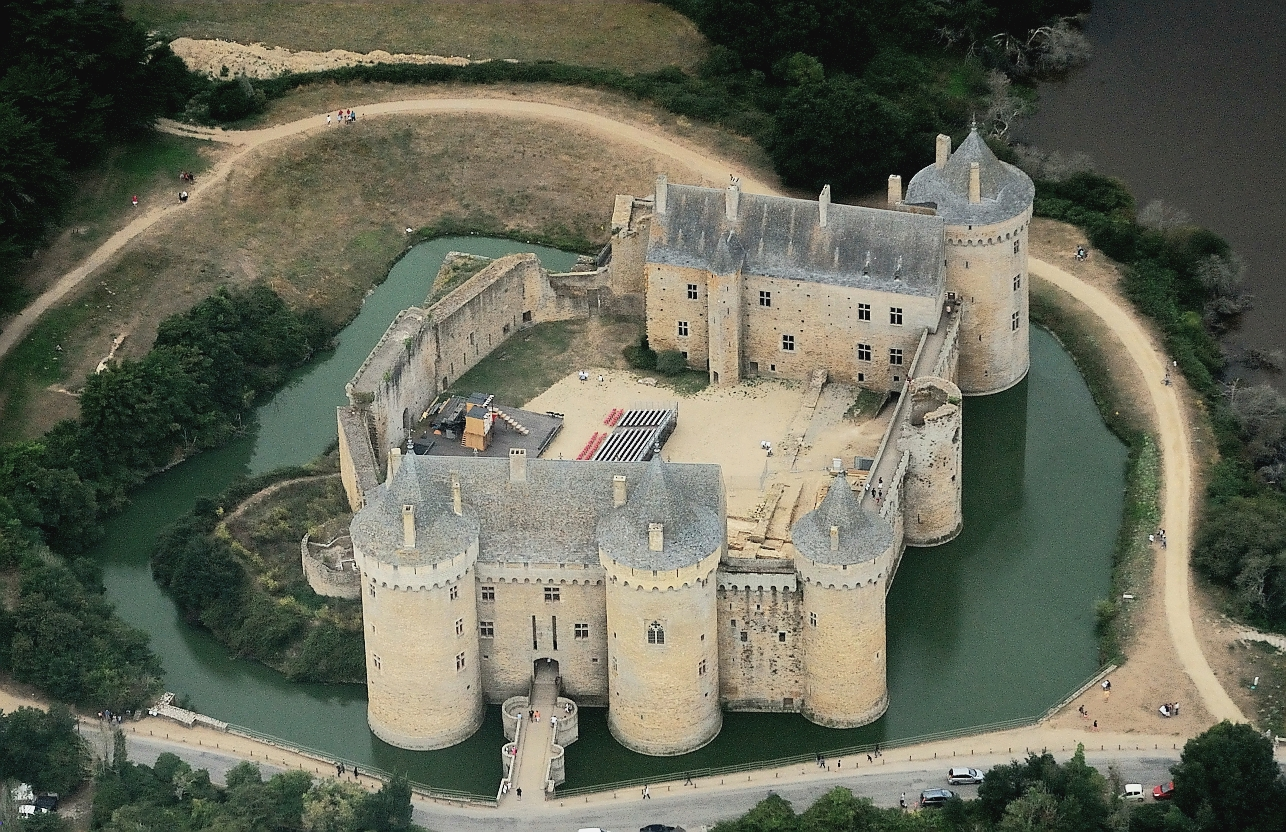
Вид на замок с высоты птичьего полёта

Замок имеет форму почти правильного прямоугольника. Только южная стена является несколько выпуклой. Самые мощные башни возведены с северной и восточной стороны. Все они значительно выступают за стены, круглые по форме и увенчаны коническими крышами. Диаметр самых крупных составляет 12 метров. К западной стене примыкает прямоугольная башня. С южной стороны подходы прикрывают два артиллерийских бастиона. Глубина рва достигает четырёх метров. В прежние времена попасть внутрь было возможно только по подъёмному мосту. В настоящее время он заменён двумя стационарными каменными: с востока и запада. Благодаря рву с водой комплекс можно отнести по типу к замкам на воде. В здании резиденции частично восстановлены бывшие покои герцога.

## История

### Ранний период. Строительство замка

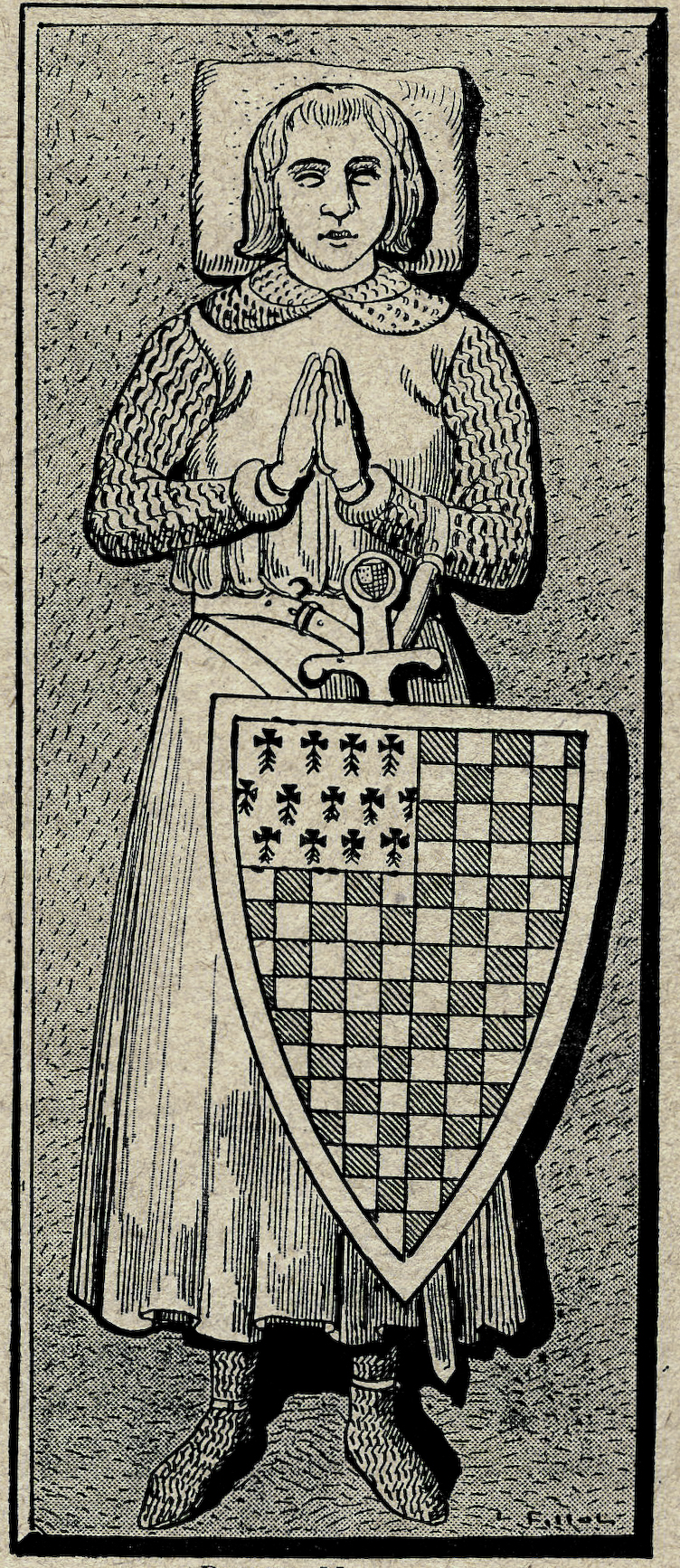
Пьер де Дрё — основатель замка

До начала XIII века Бретань находилась в сфере влияния английских королей из династии Плантагенетов. Всё изменилось после убийства в 1203 году герцога Артура I. Его сестра Элеонора Бретонская оказалась в плену в Англии. Тогда бретонские бароны и прелаты объявили законной наследницей герцогской короны Аликс де Туар, младшую сестру Артура I. Этой ситуацией решил воспользоваться король Франции Филипп II Август. Он решил установить контроль над герцогством через брак герцогини со своим кузеном Пьером де Дрё. Сначала король добился статуса опекуна над Алиск, а в 1213 организовал свадьбу. Вероятно, между 1213 и 1237 годами началось строительство первой укреплённой резиденции на месте нынешнего замка. Название Сусиньо впервые упоминается в письме Пьера де Дрё в 1218 году. От той постройки в ходе археологических исследований удалось обнаружить только фрагменты фундамента в районе северной куртины, созданной в XIII века. Близость лесов позволяет предположить, что тогда это мог быть охотничий замок.
Пьер де Дрё отличался невероятными амбициями. Он не собирался быть вассалом короля и мечтал о полной независимости герцогства Бретань. С приходом к власти Людовика VIII и Бланки Кастильской он принял участие в мятеже 1227-1234 годов и присягнул на верность королю Англии Генриху III. Однако Пьер де Дрё поссорился со своими баронами и около 1237 года оказался отстранён от власти. Новым герцогом объявили его сына Жана I Рыжего. Однако молодой наследник продолжил дело отца, стараясь добиться максимальной независимости Бретани. Одновременно он расширил Сусиньо. Судя по всему, замок стал более внушительным сооружением, раз здесь в 1238 году находился под стражей барон де Ланво.
Герцог Жан I и его семья часто посещали резиденцию и проживали здесь длительные периоды между 1240 и 1250 годами. Но потом по каким-то причинам охладели к Сусиньо. Это однако не помешало новым строительным работам на месте замка. Жан I стал инициатором возведения северной высокой стены (мантельмауэр) и западной четырехугольной башни. Вскоре замок превратился во внушительную крепость. Снаружи его окружал кольцевой ров, заполненный водой. Правда, от жилой резиденции той эпохи сохранились только незначительные фрагменты.
В 1286 году титул герцога получил Жан II, сын Жана I Рыжего. Подобно отцу и деду, он продолжил расширение замка. В частности реконструировали большую башню, называемую де л'Эпервье в северо-восточном углу комплекса. Таким образом к концу XII века сформировался основной контур каменной крепости. Её мощные оборонительные сооружения позволили герцогу перевезти в Сусиньо архивы, а также сокровища герцогской семьи. Одновременно замок часто становился центром развлечений. На устраиваемую герцогом охоту в окрестных лесах в комплекс съезжались до сотни дворян.

### XIV–XV века. Расцвет

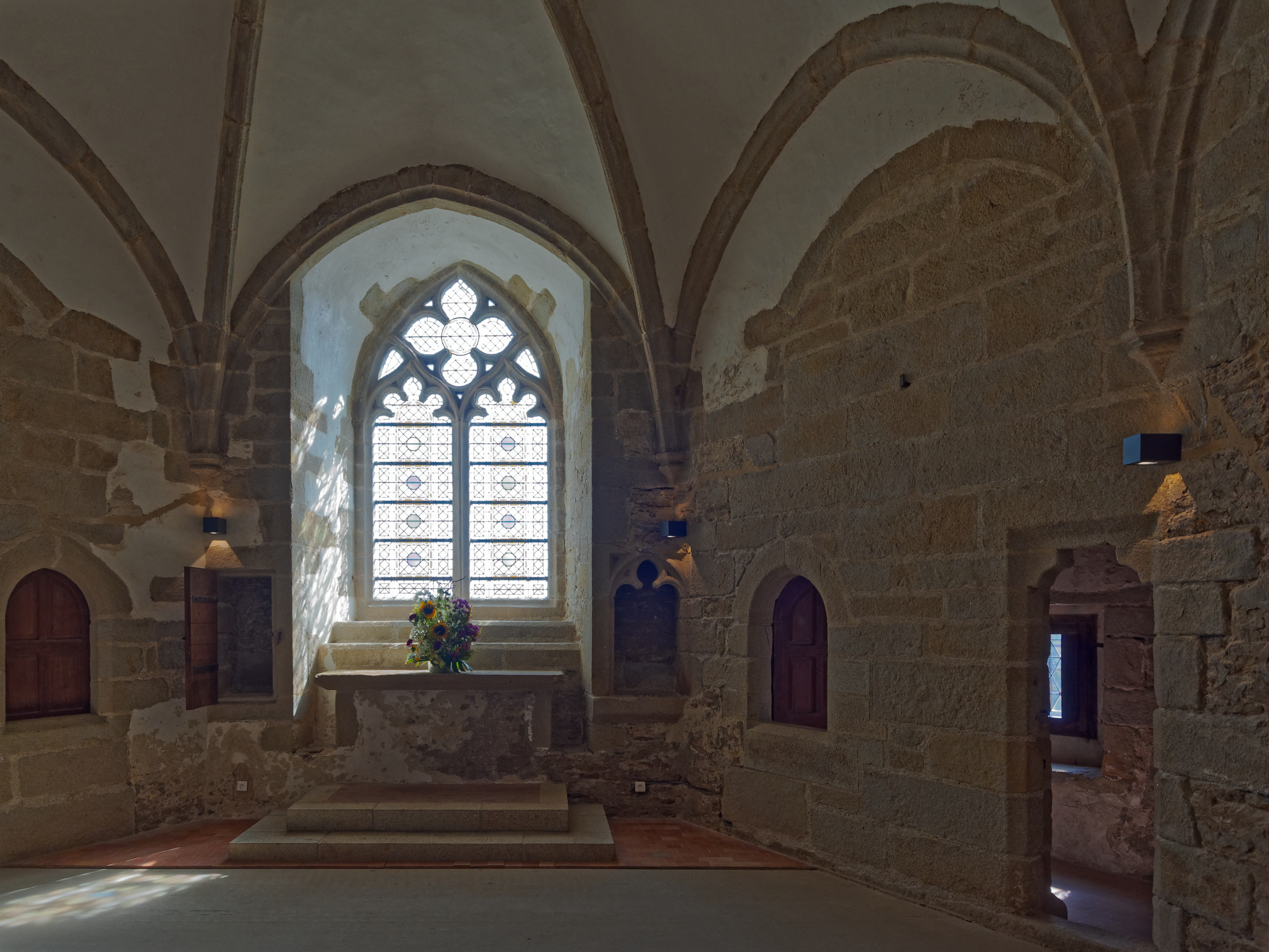
Внутри замковой часовни

После смерти в 1341 году бездетного герцога Жана III Доброго началась война за контроль над Бретаню. Этот конфликт стал частью Столетней войны. Основными претендентами стали Карл де Блуа, племянник короля Франции и Жан де Монфор, который пользовался поддержкой англичан. Карл де Блуа был женат на муж Жанны де Пентьевр, дочери Ги VII, племяннице герцога Жана III, внучке герцога Артура II Бретонского. В свою очередь Жан де Монфор был сыном Артура II Бретонского от второй супруги — Иоланда де Дрё. Оба Жана считали себя законными наследниками титула бретонского герцогства. В этой борьбе победу одержала партия рода Монфора. При этом Жан де Монфор, несмотря на то, что пользовался английской поддержкой, смог примириться с королём Франции. Так возникла новая герцогская династия. 
Самое удивительное, что во время затяжного конфликта (Война за бретонское наследство продолжалась более двух десятков лет) замок Сусиньо оставался в стороне от боевых действий и не пострадал. При этом проводились строительные работы, сделавшие его ещё более неприступным. Но по прежнему комплекс совмещал функции мощной крепости и роскошной резиденции.
Новый этап важных строительных работ в замке пришёлся на правление герцогов Жана Доблестного и Жана Мудрого. Они провели модернизацию фортификационных сооружений, и жилые помещения сделали более комортными и роскошными. Замок должен был служить символом богатства и власти владельцев. В середине XV века Сусиньо в целом обрёл тот облик, который мы видим сегодня.
Франциск I Бретонский, сын Жана Мудрого, умер в 1450 году, не оставив наследника мужского пола. Не было мальчиков ни у его брата, ни у дяди. В результате новым герцогом стал Франциск II, племянник Артура III Бретонского. Пытаясь отстоять независимость герцогства он начал войну с королём Франции. В ходе затяжного конфликта королевские войска в 1491 году захватили замок. На этот раз комплекс получил серьёзные повреждения. Несмотря на брак Анны Бретонской, дочери Франциска II с Карлом VIII, а затем с Людовиком XII, замок Сусиньо был отдан принцу Оранскому Жану IV де Шалон-Арле. Новый владелец уделял не очень много внимания доставшейся собственности. Он бывал в замке всего несколько раз. После смерти принца, Анна Бретонская решила вернуть себе родовые владения. Несмотря на сопротивление родни Жана IV де Шалон-Арле, ей это удалось.

### XVI век. Новые собственники

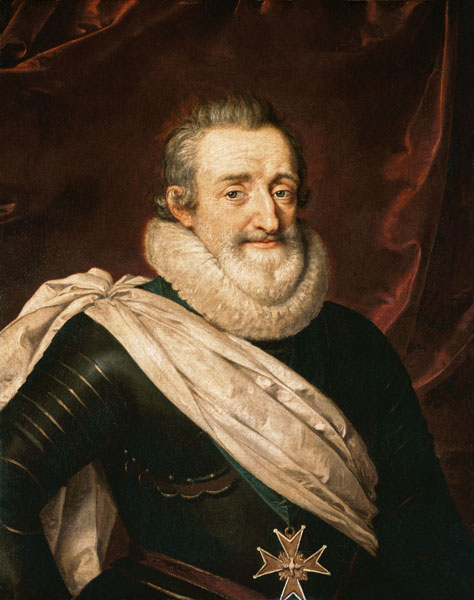
Генрих IV Наваррский

В 1505 году королева Анна Бретонская со свитой торжественно въехала в Сусиньон во время своего путешествия в Бретань. Сохранился отчёт, согласно которому перед её визитом в замке провели ремонт, а для гостей был устроен пир.
После смерти Анны Бретонской замок стал королевской собственностью. В 1523 году Франциск I подарил его своей бывшей любовнице. Затем хозяином замка был объявлен дофин, будущий король Генрих II. Тот по примеру Франциска I отдал Сусиньон в 1543 году любовнице Диане де Пуатье. Та быстро подарила комплекс своей дочери от законного супруга Луи де Брёзе по случаю её свадьбы. Управителем замка стал Гийом де Монтиньи, доверенное лицо Дианы де Пуатье. Он и его потомки сыграли важную роль в судьбе замка. Гийом сохранил должность капитана замка, после того как в 1562 году Сусиньо захватил и конфисковал король Франции Карл IX. Государю очень нравился замок. В частности он приезжал сюда отдохнуть в мае 1570 года со своей матерью Екатериной Медичи.
Во вторая половина XVI века из-за ожидавшегося конфликта с англичанами и испанцами, замок был модернизирован. Но вскоре вспыхнула гражданская война. Она стала следствием кризиса престолонаследия после смерти короля Генриха III в 1589 году, а также конфликта между католиками и протестантами. Севший на трон Генрих IV Наваррский поначалу придерживался протестантизма. Но губернатор Бретани, поддерживаемый семьёй Монтиньи, представители которой до сих пор управляет поместьем Сусиньо, возглавил оппозицию из стана католиков. Генрих IV поначалу велел передать поместье одному из своих сторонников, который перепродал замок капитану Франсуа де Тальуэ. Тем не менее в 1597 года король пообещал семье Монтиньи сохранить за ними должность капитана замка. Чтобы избежать конфликта между двумя семьями, владения разделили: сельскохозяйственные угодья остались в распоряжении рода Талхуэ, и замок ― рода Монтиньи.

### XVII век. Начало упадка
Разъединение владений, по-видимому, пагубно сказалось на поддержании замка в хорошем состоянии. Ведь основной доход приносили именно сельскохозяйственные угодья. А у семьи Монтиньи не хватало собственных средств на ремонт огромного комплекса. Ещё в 1599 году сильный шторм снёс крыши и дымоходы. Но в наступившем XVIII веке средств на ремонт не нашлось. Спасение пришло со стороны короны. Узнав о разрушениях, Генрих IV приказал отремонтировать замок, считавшийся частью королевского домена, и позаботился о выделении ежегодной ренты для предотвращения разрушения Сусиньо. Тем не менее замок постепенно приходил в упадок.
Во второй половине XVII века важное значение приобрели вопросы морской торговли с колониями по ту стороны Атлантики. Кардинал Ришельё даже планировал сделать Сускиньо, находившийся почит на берегу океана, штаб-квартирой крупной торговой компании. В 1641 году его двоюродный брат Жером дю Камбу был назначен губернатором замка. В 1644 года здесь всё еще находился гарнизон. Однако попытка переложить расходы на ремонт замка и содержание солдат на обнищавших местных жителей не привела ни к чему хорошему. Здания и сооружения комплекса в итоги стали стремительно ветшать.

### XVIII век. Превращение в руины

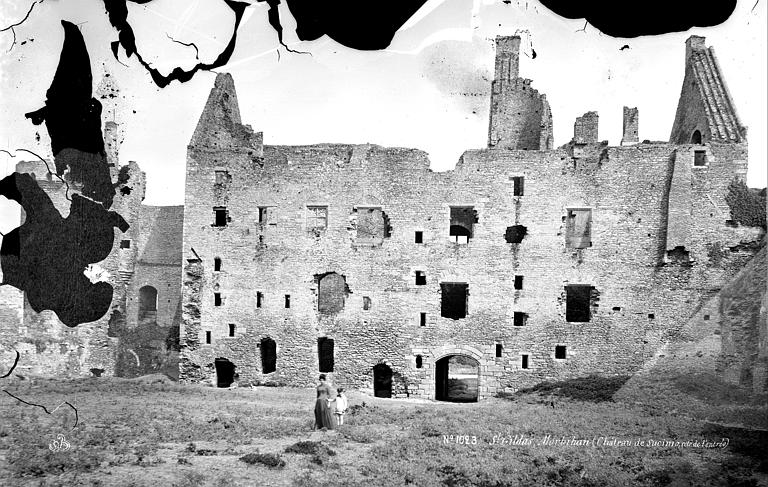
Руины замка на фотографии 1893 года

В начале XVIII века принцесса Конти Мария Анна де Бурбон выкупила права на владение замком. Она планировала вернуть Сусиньо былое величие. Но из-за нехватки средств это проект так и не был осуществлён. Сохранившиеся отчёты свидетельствуют, что в течение всего XVIII века замок быстро разрушался. В бывших роскошных жилых помещениях устраивали склады для хранения урожая. Местные жители норовили растащить каменные блоки крепости на собственные строительные нужды. Периодически власти, встревоженные слухами о возможном вторжении из Англии, проводили ремонт фортификационных сооружений. Но о восстановлении былой роскоши герцогской резиденции речи уже не шло. Несмотря на общую ветхость, замок до сих пор продолжают обслуживать. Накануне Великой французской революции расходы на ремонт были столь малы, что большая часть внутренних построек лежала в руинах.
В 1798 года новые власти продали заброшенный замок торговцу Паскалю Ланге за пять тысяч франков. Он быстро превратил Сусиньо в каменоломню и склад стройматериалов. Всё, что можно было использовать, продавалось по частям. В итоге были разобраны деревянные перекрытия и вывезено много каменных блоков. 

### XIX век. Статус памятника

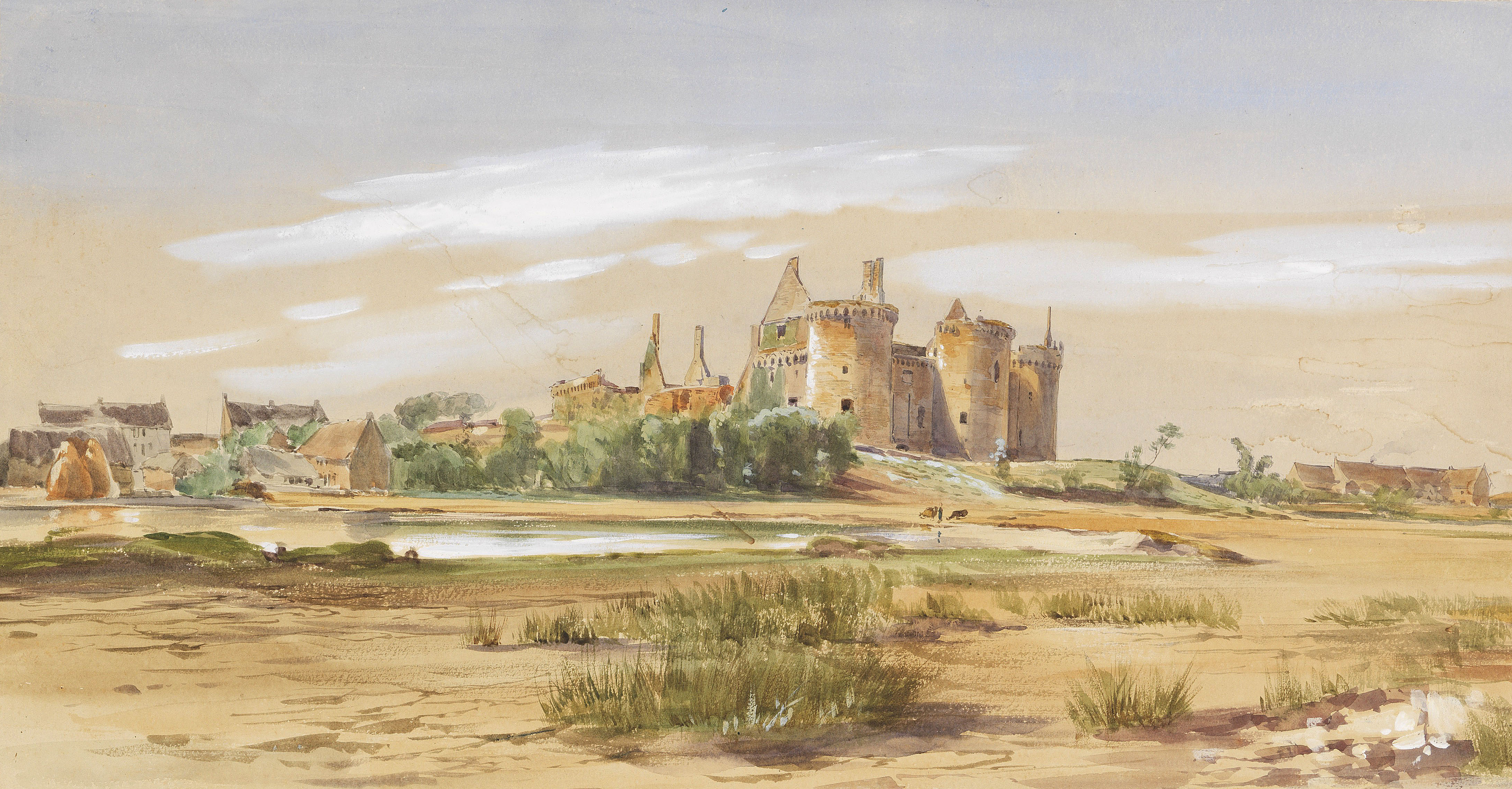
Руины замка на рисунке 1850 года

Воспользовавшись своим статусом генерального инспектора исторических памятников, писатель и археолог Проспер Мериме посетил руины замка в 1835 году. Через пять лет и сумел внести Сусиньо в первый список исторических памятников. Правда, немедленного начала восстановительных работ не произошло. Однако прекратился разбор руин на стройматериалы.
В 1852 году виконт Жюлm де Франшевиль приобрёл руины замка. Он и его наследники сделали всё возможное, чтобы сохранить остатки зданий от окончательно обрушения.

### XX век. Возрождение
Замок был куплен в 1965 году властями департамента Морбиан. Инициатором выступил Раймон Марселлен, в ту пору генеральный советник коммуны Сарзо. Он же добился выделения средств на масштабную реставрацию. Когда в 1965 году началась подготовка проекта реставрации, сохранившиеся части стен и башен могли в любой момент обрушиться. Пришлось экстренно укреплять их.
С 1966 году началось последовательное восстановление стен, башен и зданий. Сначала отремонтировали северную часть комплекса, затем замковую капеллу и резиденцию в восточной части. Вскоре были расчищены и приведены в порядок окружавшие крепость рвы, восстановлены бастионы и южные стены с башнями. Кроме того, отремонтировали мост, ведущий в замок. В 1977 году новому главному архитектору исторических памятников было поручено восстановить интерьеры резиденции для создания там выставочных пространств. В трёхэтажном корпусе установили бетонные перекрытия. Все крыши накрыли черепицей.

### XXI век
С 2013 года в замке проводились археологические исследования. Раскопки позволили выявить прежний план замка, найти места размещения ранних зданий, включая кухню, склады и кузницу.

## Современное использование
Замок открыт для посещения. Можно подняться на стены и башни, откуда открываются живописные виды полуострова и океана. В здании герцогской резиденции имеется постоянная экспозиция, посвящённая истории замка, а также залы для проведения выставок. В замке регулярно проходят исторические фестивали и культурные мероприятия.

## Галерея

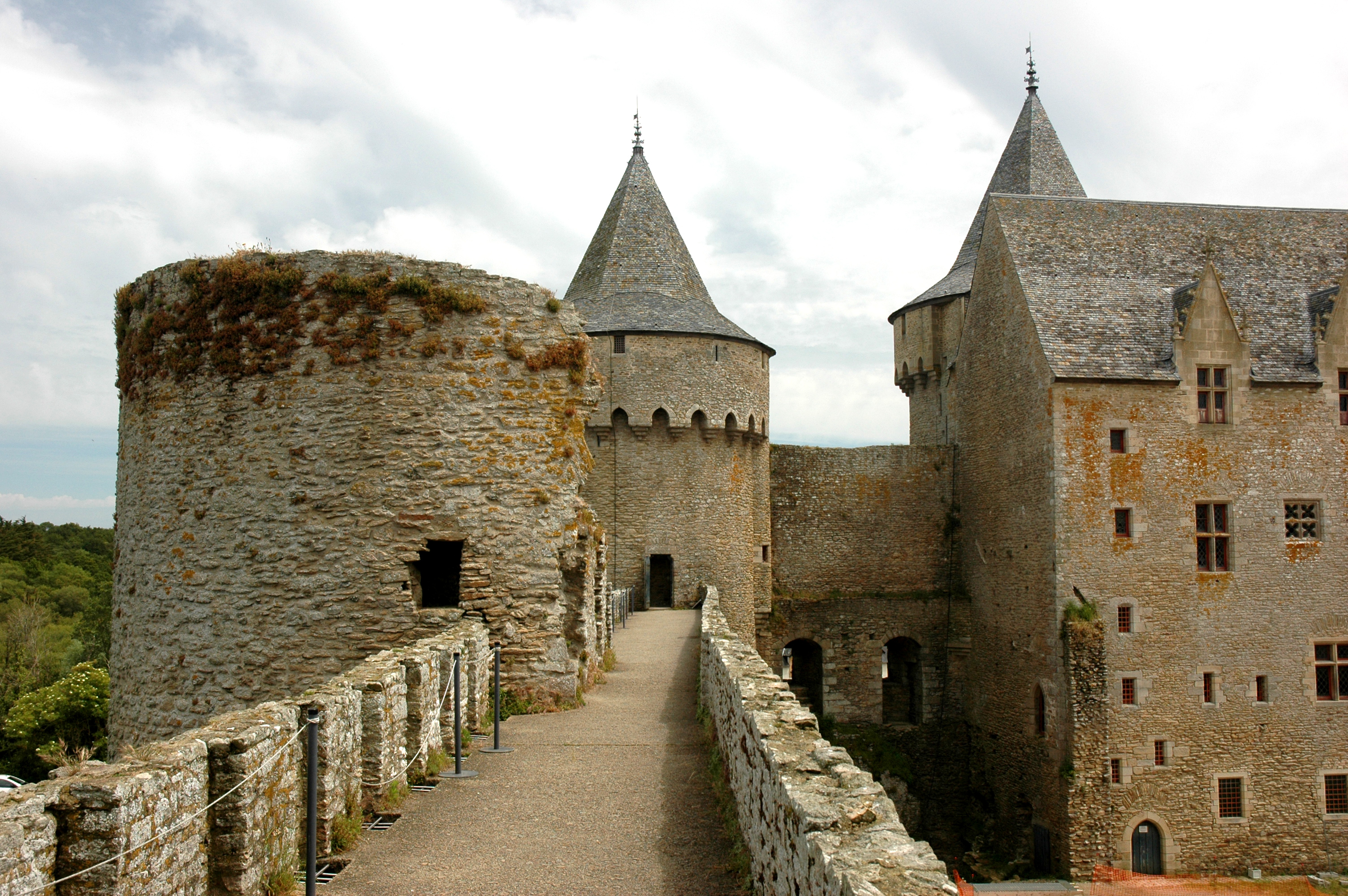
Северная стена замка
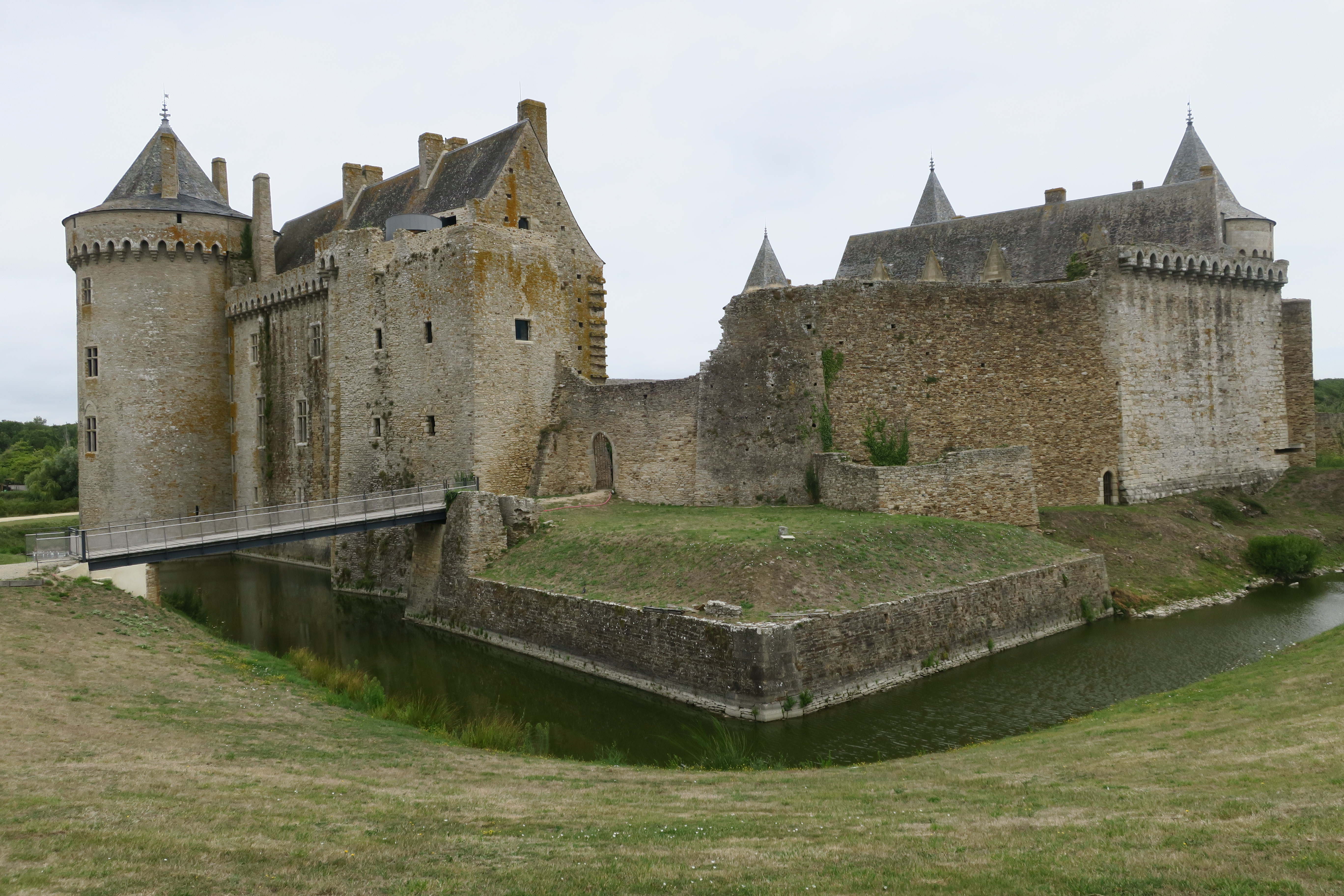
Вид на замок с юго-западной стороны
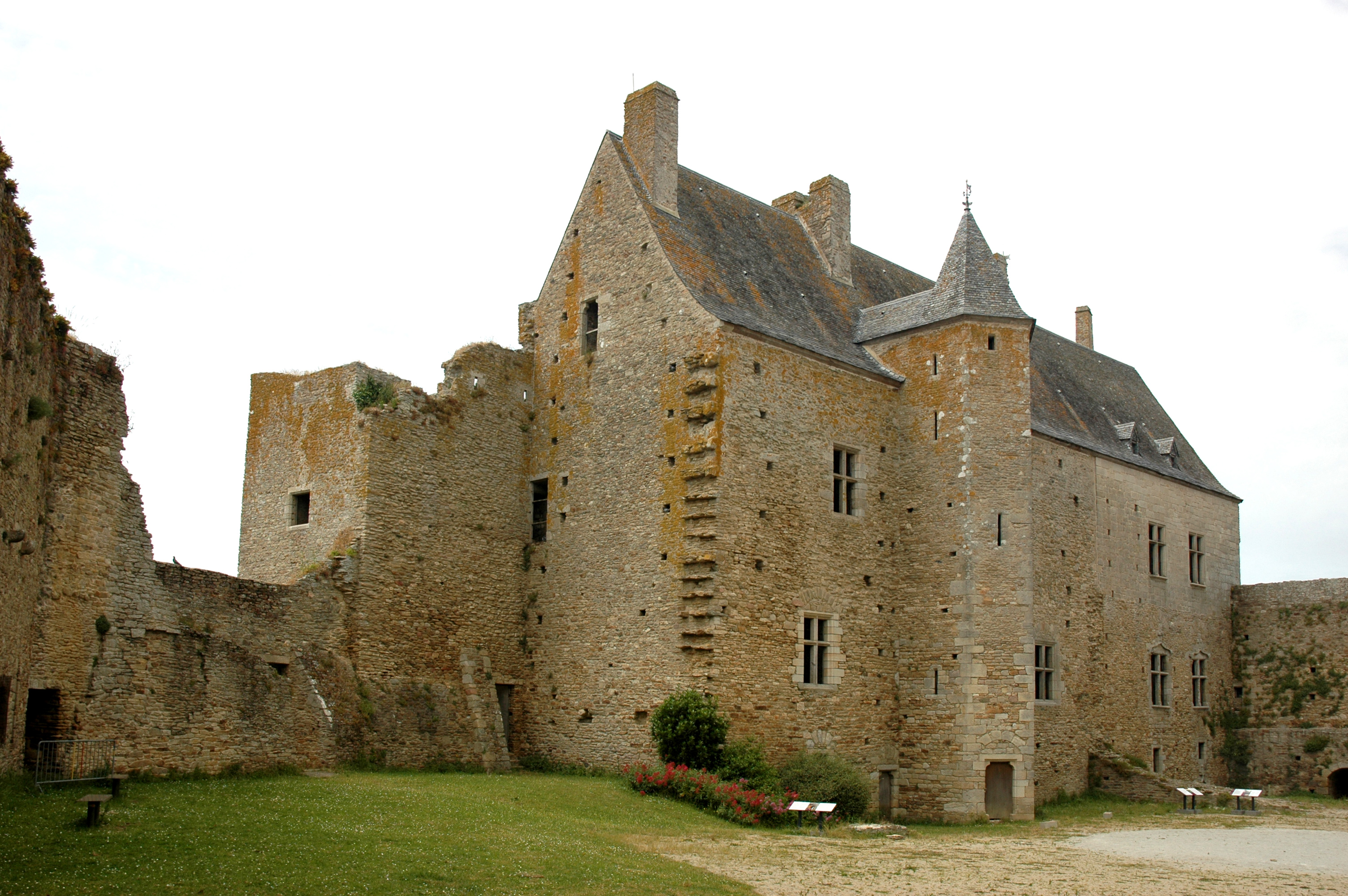
Бывшая резиденция герцога
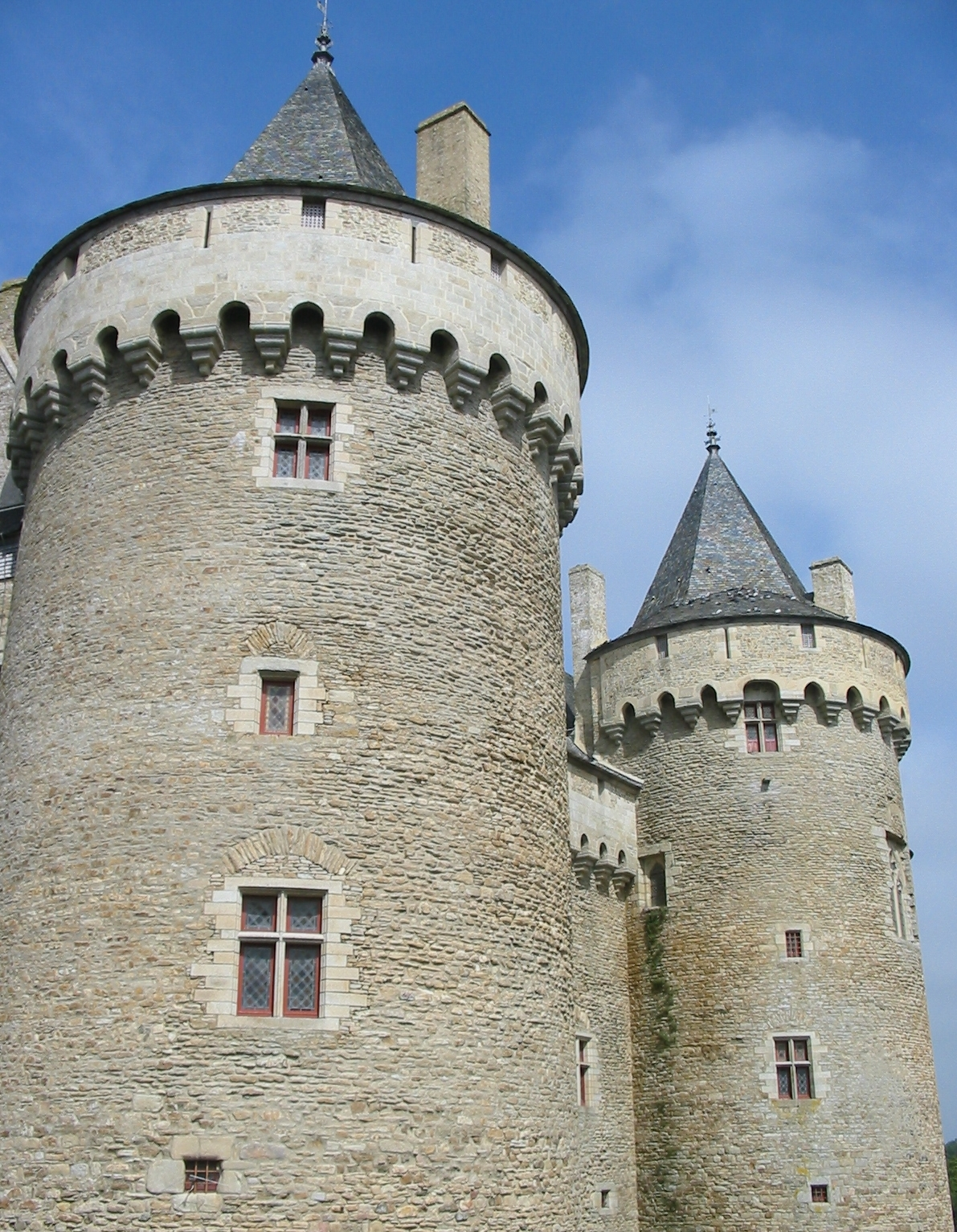
Круглые башни
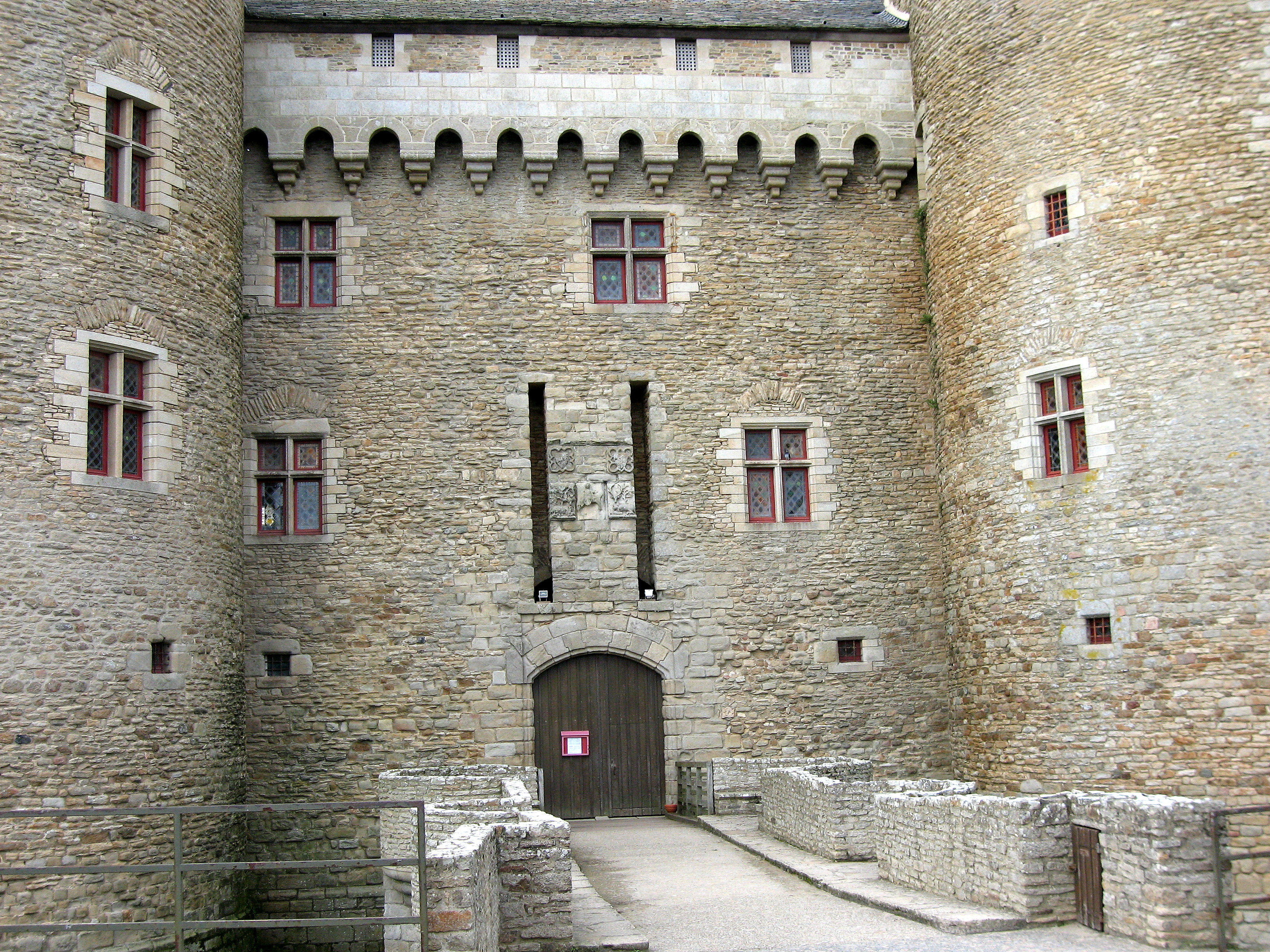
Главный вход в замок